# Riak
Riak は Amazon Dynamo の論文に基づいて実装されているNoSQLデータベース。読み方は「リアック」。
Riakはバックエンドとなるシャードパーティションストレージが差し替え可能な構成であり、デフォルトのバックエンドストレージは Bitcask である。またMapReduce機構を持ちネイティブで JavaScript（SpiderMonkey ランタイム）と Erlang、言語ドライバの追加で Python、Java、PHP、Rubyのような様々なプログラミング言語をサポートしている。
2012年2月21日、BashoはRiak v1.1をアナウンス。Riak 1.1ではRiaknostic、エラーのロギングとレポートの強化、大規模クラスタに対する弾性の改善、Riak Controlと呼ばれる新しいGUIとモニタリングインタフェースが導入された。
2012年3月27日、BashoはRiak CS (Cloud Storage) をリリース。Riak CSはRiak上でのマルチテナンシー、パフォーマンス計測、LOBのサポート、S3互換APIを提供。
Bashoは2013年2月21日にRiak 1.3の一般的な有用性をアナウンス。
Riak はフォーチュン50カンパニーのうち25%以上を含む世界中の数千社で導入されている。採用企業にはシマンテック、Best Buy、Workday、Yahoo! JAPAN、Voxer、Braintree、Bump、Boeing、Comcast、AOL、Ask.com、Yammer、Yandex、AT&T、Datapipeなどがある。
2017年7月、主要開発元であるBashoが全オフィスを閉鎖し、事実上業務を停止していることが明らかになった。Riak自体はオープンソースソフトウェアであり、今後もコミュニティベースでの開発は続けられる見込みだが、今後のサポート等に対する不安も浮上している。同年8月下旬に、イギリスの大手ブックメーカーであるBet365がRiakのコードベース及び商標権に関する権利を買収した。